# Discorso del Teatro de la Comedia

Il giogo e le frecce, simbolo della Falange spagnola

Il discorso del Teatro de la Comedia  fu pronunciato il 29 ottobre 1933 nel famoso teatro di Madrid da José Antonio Primo de Rivera, figlio del generale Miguel Primo de Rivera, dittatore di Spagna dal 1923 al 1930, in occasione della fondazione del suo nuovo movimento, la Falange Española (FE).

## Contenuti
Per il nome della Falange Española, José Antonio Primo de Rivera si era ispirato a quello della omonima antica formazione militare dell'esercito di Alessandro Magno. Nelle intenzioni del suo fondatore il nuovo movimento doveva ripudiare il liberalismo ed il capitalismo con l'instaurazione di un nuovo Stato che eliminasse le speculazioni economiche del sistema vigente mediante un forte dirigismo nazionale e la collaborazione di classe. 
Primo de Rivera criticava duramente Jean-Jacques Rousseau da cui sarebbero discesi, come figlio legittimo, il capitalismo moderno e, come figlio degenere, il populismo marxista.
Al nuovo movimento aderirono molti intellettuali dichiaratamente fascisti e numerosi studenti sia appartenenti a famiglie facoltose sia appartenenti ai ceti medi ed inferiori.
(José Antonio Primo de Rivera 29 ottobre 1933, dal discorso pronunciato al teatro "La commedia" di Madrid)
Il discorso tenuto alla "Comedia" provocò la reazione di parte dei monarchici che accusarono Primo de Rivera di non aver fatto alcuna menzione ad una restaurazione monarchica e di parte dei ceti più reazionari per aver parlato da "socialista".

## Eventi successivi
Pochi giorni dopo, all'università di Madrid, si formò il primo nucleo di studenti universitari falangisti riuniti nel "Sindacato Spagnolo Universitario" (SEU). Il 2 novembre a Daimiel ci fu il primo caduto della Falange, José Ruiz de la Hermosa, ucciso con una coltellata alcuni giorni dopo aver partecipato al comizio del Teatro de La commedia. Il 19 novembre 1933 Primo de Rivera fu eletto nella lista della Falange Española che era alla sua prima prova elettorale.
Il 14 marzo 1936 la "Falange Española y de las JONS" fu messa fuori legge e Primo de Rivera fu arrestato insieme al fratello Miguel con l'accusa di aver rotto i sigilli posti dalla polizia il 27 febbraio alla sede madrilena della Falange e di detenzione abusiva di armi e tradotti nel Cárcel Modelo di Madrid. 
Mentre si trovava in carcere Primo de Rivera fu portato a conoscenza dei piani di insurrezione dell'esercito e da un iniziale momento scettico espresso nella circolare del 24 giugno 1936 passò ad una sostanziale adesione il 29 giugno seguente.
Il 17 luglio dal Marocco spagnolo il generale Francisco Franco, alla guida del “Tercio de Extranjeros”, insorse contro il governo di Madrid; la ribellione si estese rapidamente a Cordova, Granada, Toledo, Valladolid, Burgos ed in molte altre città della Spagna.
Il 5 giugno 1936 Primo de Rivera e il fratello Miguel furono trasferiti nella prigione di Alicante e il 16 novembre incominciò il processo utilizzando il codice militare. 
Primo de Rivera, sapendo che la decisione di condannarlo a morte era già stata presa in anticipo si rifiutò di chiedere clemenza. La condanna fu sbrigativamente eseguita nel cortile del carcere il 20 novembre 1936 dalle autorità locali della Repubblica spagnola.